# Cheirolophus massonianus
Cheirolophus massonianus là một loài thực vật có hoa trong họ Cúc. Loài này được (Lowe) A.Hansen & Sunding mô tả khoa học đầu tiên năm 1979.